# Groupe de MCG 0-27-5
Le groupe de MCG 0-27-5 comprend au moins 13 galaxies situées dans les constellations du Sextant et du Lion. La distance moyenne entre ce groupe et la Voie lactée est d'environ 86,1 Mpc (∼281 millions d'al). 

## Membres
Le tableau ci-dessous liste les 13 galaxies du groupe indiquées dans l'article de A.M. Garcia paru en 1993. MCG 0-27-5 n'est ni la plus grosse ni la plus brillante galaxie de ce groupe, mais Garcia l'a choisie pour désigner le nom de celui-ci.   
| Nom                     | Const.  | Class.    | Type                  | α (J2000.0)   | δ (J2000.0)  | Vitesse radiale (km/s) | m                    | Distance (Mpc) | Diamètre (kal) |
| ----------------------- | ------- | --------- | --------------------- | ------------- | ------------ | ---------------------- | -------------------- | -------------- | -------------- |
| IC 624                  | Sextant | SABb      | Spirale intermédiaire | 10h 36m 15.2s | -08° 20′ 02″ | 5042 ± 9               | 13,2                 | 79,8 ± 4,9     | 179            |
| IC 632                  | Sextant | Sab       | Spirale               | 10h 39m 11.8s | -00° 24′ 34″ | 5625 ± 2               | 13,8                 | 88,4 ± 6,2     | 95             |
| IC 633                  | Sextant | Sdm       | Spirale magellanique  | 10h 39m 24.4s | -00° 23′ 21″ | 5563 ± 2               | 14,3                 | 87,4 ± 6,1     | 67             |
| IC 653                  | Lion    | S0/a      | Lenticulaire          | 10h 52m 06.8s | -00° 33′ 39″ | 5536 ± 2               | 12,8                 | 87,1 ± 6,1     | 188            |
| NGC 3243                | Sextant | S0^0 pec? | Lenticulaire          | 10h 26m 21.5s | -02° 37′ 20″ | 5542 ± 28              | 12,7                 | 87,1 ± 6,1     | 115            |
| NGC 3325                | Sextant | E?        | Elliptique            | 10h 39m 20.4s | -00° 12′ 01″ | 5606 ± 1               | 12,7                 | 88,1 ± 6,2     | 82             |
| NGC 3340                | Sextant | Sbc(r)    | Spirale               | 10h 42m 18.0s | -00° 22′ 37″ | 5475 ± 5               | 13,0                 | 86,1 ± 6,0     | 62             |
| MCG 0-27-5              | Sextant | SB(r)b    | Spirale barrée        | 10h 23m 56.5s | -03° 10′ 56″ | 5672 ± 2               | 12,280 ± 0,003 asinh | 89,0 ± 6,2     | 159            |
| PGC 30487 (MCG 1-27-7)  | Sextant | Scd       | Spirale               | 10h 24m 07.6s | -05° 37′ 54″ | 5274 ± 4               | 13,00                | 83,1 ± 5,8     | 107            |
| PGC 31165 (MCG 1-27-15) | Sextant | S?        | Spirale               | 10h 32m 53.8s | -06° 30′ 27″ | 5010 ± 20              | 13,23                | 79,3 ± 5,6     | 87             |
| PGC 31707               | Sextant | S         | Spirale               | 10h 39m 34.5s | -00° 15′ 11″ | 5637 ± 1               | 15,411 ± 0,008 asinh | 88,5 ± 6,2     | 48             |
| PGC 31922               | Sextant | S pec     | Spirale               | 10h 42m 34.5s | -00° 20′ 54″ | 5617 ± 1               | 14,947 asinh         | 88,2 ± 6,2     | 70             |
| UGC 6011                | Lion    | Sdm       | Spirale magellanique  | 10h 53m 20.7s | -00° 36′ 23″ | 5545 ± 3               | 15,335 ± 0,011 asinh | 87,2 ± 6,1     | 127            |

Note : les désignations MCG 1-27-7 et MCG 1-27-15 sont attibuées aux mauvaises galaxies. Il faut entrer PGC 30487 et PGC 31165 pour obtenir les bonnes galaxies.
Le site DeepskyLog permet de trouver aisément les constellations des galaxies mentionnées dans ce tableau ou si elles ne s'y trouvent pas, l'outil du site constellation permet de le faire à l'aide des coordonnées de la galaxie. Sauf indication contraire, les données proviennent du site NASA/IPAC.